# هجمة مرتدة (مسلسل)
هجمة مرتدة هو مسلسل تلفزيوني مصري يُعرض في شهر رمضان لعام 2021، المسلسل مأخوذ عن أحد ملفات المخابرات العامة المصرية، بطولة أحمد عز وهند صبري وهشام سليم ومن تأليف باهر دويدار ومن إخراج أحمد علاء الديب.

## قصة المسلسل
تدور أحداث المسلسل المأخوذة من الملفات الحديثة للمخابرات المصرية، حول شاب مصري يعمل في الخارج ويحاول التواصل مع جهاز المخابرات بعد محاولة تجنيده من قبل استخبارات دولة أجنبية، ويبدأ بعد ذلك التدريب على يد مسؤولين من المخابرات المصرية ليتمكن من خداع الجهات المعادية.

## طاقم التمثيل
- أحمد عز
- هند صبري
- هشام سليم
- صلاح عبد الله
- ماجدة زكي
- أحمد فؤاد سليم
- نضال الشافعي
- محمود البزاوي
- محمد جمعة
- إنجي المقدم
- فراس الطيبة
- سميرة الأسير
- هاجر الشرنوبي
- يوسف عثمان
- محمد عادل
- شمم الحسن
- مايان السيد
- خالد أنور
- ندى موسى
- علي قنديل
- أحمد حلاوة
- أمير صلاح
- محمد عز
- أحمد صلاح حسني
- كمال أبو رية
- لاشينة لاشين
- نور محمود
- أحمد رضوان
- بسمة نبيل
- محمد البياع

## روابط خارجية
- هجمة مرتدة على موقع قاعدة بيانات الأفلام العربية